# Eulepidotis metamorpha
Eulepidotis metamorpha là một loài bướm đêm trong họ Erebidae.